# شرستون، ویلتشر
شرستون (به انگلیسی: Sherston) یک روستا و محله مدنی در بریتانیا است که در ویلتشر واقع شده‌است. شرستون ۱٬۶۳۹ نفر جمعیت دارد.